# 富爾卡羅伊斯河
46°37′18″N 8°34′10″E / 46.62170°N 8.56946°E

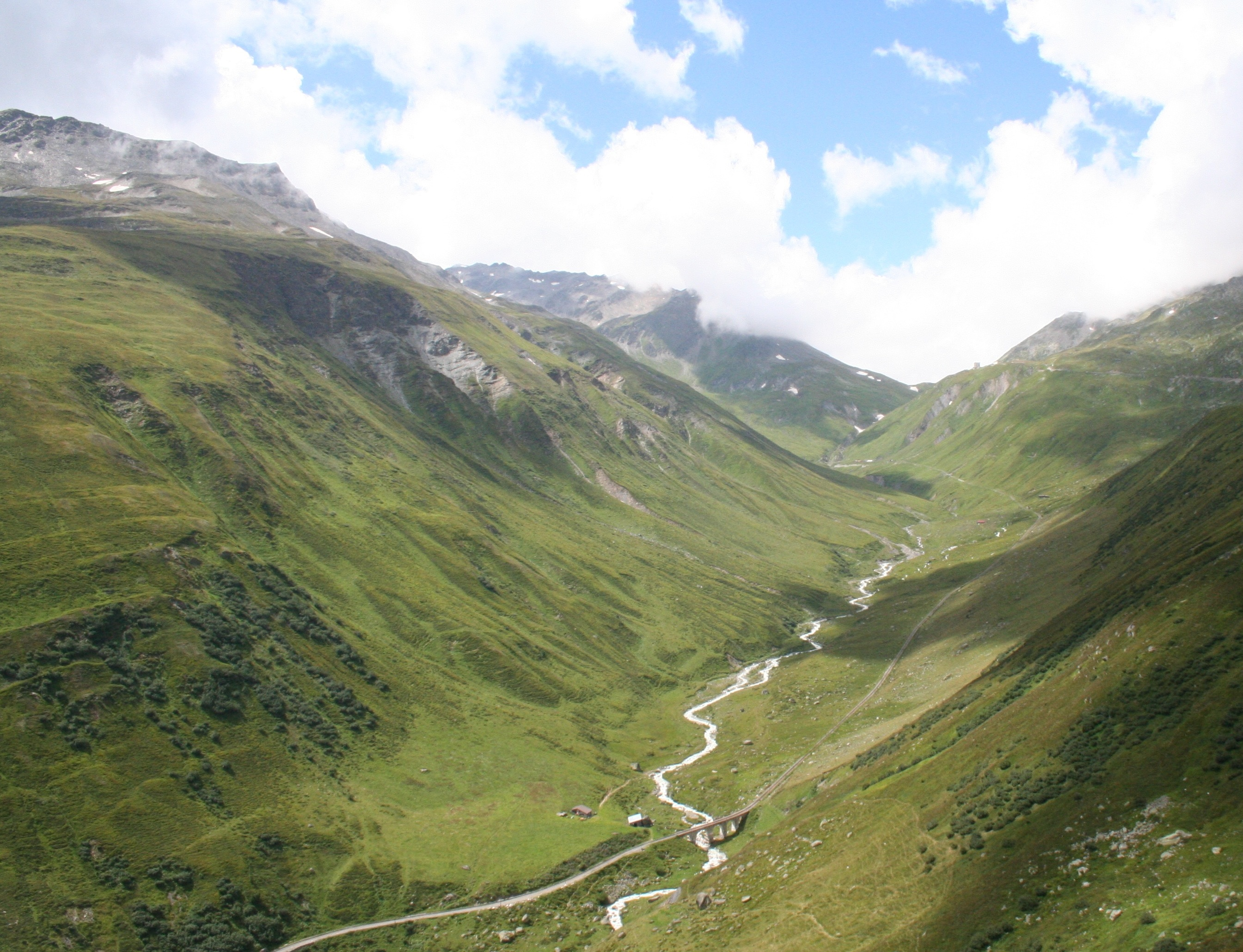

富爾卡羅伊斯河是瑞士的河流，位於該國中部，流經烏里州，該河流屬於羅伊斯河的支流，河道全長15.5公里，流域面積92平方公里。